# Gualtiero Jacopetti
Gualtiero Jacopetti (Barga, 4 septembre 1919 – Rome, 17 août 2011) est un réalisateur italien de films documentaires.

## Biographie
Gualtiero Jacopetti est né à Barga, dans la province de Lucques, dans le nord de la Toscane. Avec Paolo Cavara et Franco Prosperi il est à l'origine du cinéma mondo.

## Filmographie

### Réalisateur
- 1962 : Cette chienne de vie (Mondo cane) (coréalisé avec Paolo Cavara et Franco Prosperi)
- 1963 : La Femme à travers le monde (La donna nel mondo) (coréalisé avec Paolo Cavara et Franco Prosperi)
- 1963 : L'Incroyable Vérité (Mondo cane 2) (coréalisé avec Franco Prosperi)
- 1966 : Adieu Afrique (Africa addio) (coréalisé avec Franco Prosperi)
- 1971 : Les Négriers (Addio zio Tom) (coréalisé avec Franco Prosperi)
- 1975 : Mondo candido
- 1987 : Fangio: Una vita a 300 all'ora

### Scénariste
- 1960 : Les Nuits du monde (Il mondo di notte) de Luigi Vanzi